# Tyler Tucker
Tyler Tucker (Thunder Bay, Ontario, 1 de marzo de 2000) es un jugador profesional canadiense de hockey sobre hielo que se desempeña en la posición de defensor izquierdo en St. Louis Blues, equipo de la National Hockey League (NHL).

## Carrera
Fue seleccionado en la sexta ronda en la NHL Entry Draft de 2018. En 2022 hizo su debut profesional con el equipo St. Louis Blues, donde lleva jugando dos temporadas.